# Schekul-Parcival
Schekul-Parcival is een schermvereniging in Leuven in Vlaanderen.

## Geschiedenis
De vereniging ScheKUL werd opgericht door een aantal studenten van de Katholieke Universiteit Leuven in 1986. Na vijf jaar werd de vereniging open van structuur en toegankelijk voor niet-studenten en kwam de toevoeging voor het niet-studentenverenigingsdeel onder de naam Parcival. Parcival bestaat nu als volledig zelfstandige schermclub, onafhankelijk van de Katholieke Universiteit Leuven en is aangesloten bij de Vlaamse Schermbond (VSB).

## Activiteiten
Onder leiding van een team schermmeesters (maîtres) kan men lessen volgen op de drie schermwapens, floret, sabel en degen. Zowel jongeren als ouderen treden tot de club toe, de leden variëren van 8 jaar tot boven de zeventig. De vereniging is de enige schermclub in Vlaams-Brabant en behoort tot de groteren in België. Jaarlijks organiseert de vereniging een sabeltoernooi voor mannen en vrouwen onder de naam Grote Prijs Stad Leuven, welke tot het nationaal circuit behoort.